# Sylviane Puntous
Sylviane Puntous (Montreal, 1963) es una deportista canadiense que compitió en triatlón y duatlón. Su hermana gemela Patricia también es una triatleta.
Ganó cinco medallas en el Campeonato Mundial de Ironman entre los años 1983 y 1989. Además, obtuvo una medalla en el Campeonato Mundial de Duatlón de 1990.

## Palmarés internacional
| Campeonato Mundial | Campeonato Mundial      | Campeonato Mundial | Campeonato Mundial |
| Año                | Lugar                   | Medalla            | Prueba             |
| ------------------ | ----------------------- | ------------------ | ------------------ |
| 1983               | Hawái ( Estados Unidos) | Medalla de oro     | Individual         |
| 1984               | Hawái ( Estados Unidos) | Medalla de oro     | Individual         |
| 1986               | Hawái ( Estados Unidos) | Medalla de plata   | Individual         |
| 1987               | Hawái ( Estados Unidos) | Medalla de plata   | Individual         |
| 1989               | Hawái ( Estados Unidos) | Medalla de plata   | Individual         |

| Campeonato Mundial | Campeonato Mundial               | Campeonato Mundial | Campeonato Mundial |
| Año                | Lugar                            | Medalla            | Prueba             |
| ------------------ | -------------------------------- | ------------------ | ------------------ |
| 1990               | Cathedral City ( Estados Unidos) | Medalla de bronce  | Individual         |